# داميانو كيونقو
داميانو كيونقو (بالإيطالية: Damiano Cunego)‏ مواليد 19 سبتمبر 1981 في إيطاليا، هو دراج إيطالي في صنف سباق الدراجات على الطريق.

## سباقات أو مراحل فاز بها
- طواف إسبانيا
- طواف إيطاليا